# Meister Eckhart
(Meister Eckhart)
Meister Eckhart (in italiano: Maestro Eccardo), pseudonimo di Eckhart von Hochheim (Tambach-Dietharz o Hochheim, 1260 – Colonia o Avignone, 1327/1328), è stato un teologo e religioso tedesco.
È stato uno dei più importanti teologi, filosofi e mistici renani del Medioevo cristiano e ha segnato profondamente la storia del pensiero tedesco.
Con la bolla In Agro Dominico del 27 marzo 1329, un anno dopo la morte di Eckhart, papa Giovanni XXII condannò 17 articoli come eretici ed 11 come sospetti di eresia secondo la Chiesa cattolica, benché la sua figura abbia continuato a influenzare la chiesa tedesca e la filosofia.

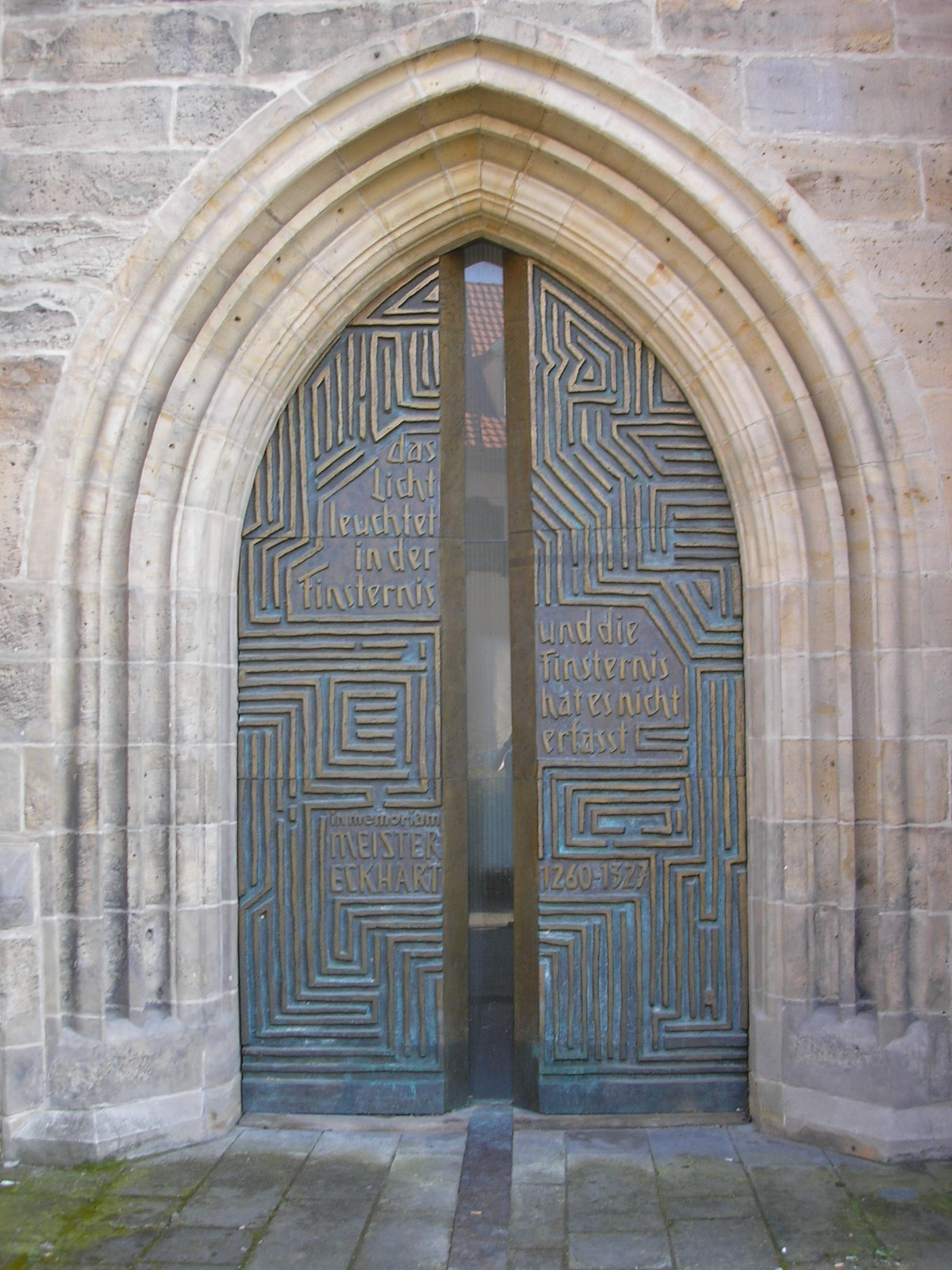
Il portale dedicato a Eckhart presso la Predigerkirche di Erfurt.

## La vita e le opere
Non esiste né un'immagine autentica di Eckhart né un manoscritto originale. Anche l'attribuzione delle sue prediche e dei trattati in tedesco è talora controversa. I testi in latino - che sono pervenuti soltanto in parte - lasciano intravedere la sua mano. Malgrado queste numerose lacune si riescono a ricostruire alcuni passi della sua vita e della sua dottrina:
- Eckhart nasce, circa nel 1260, figlio del cavaliere Eckhardus, dictus de Hocheim;
- precocemente, forse già nel 1275, Eckhart entrò a Erfurt nell'ordine dei domenicani;
- dal 1277 al 1289 Eckhart acquisisce una formazione di base in artium, naturalium (filosofia naturale), solemne (teologia) e generale (studium generale) che si conclude con la sua ordinazione presbiterale. Questi studi furono effettuati presso i conventi che disponevano dei relativi insegnanti. Tali luoghi di insegnamento erano stabiliti dai capitoli provinciali dell'ordine. Gli atti dell'epoca della provincia teutonica non sono pervenuti se non qualche frammento. Dunque è possibile che Eckhart abbia passato uno o più anni a Colonia dove potrebbe avere conosciuto Alberto Magno;
- circa nel 1290 Eckhart riesce a iscriversi all'Università di Parigi dove nel biennio 1293/1294 fu lettore delle sentenze di Pietro Lombardo;
- nel 1294 Eckhart diventa priore del monastero domenicano di Erfurt e vicario dell'ordine per la Turingia.
- nel 1302 è di nuovo insegnante a Parigi, ora come magister[2]. Nelle sue Quaestiones parisienses si ravviserebbe, secondo alcuni interpreti, il passaggio teologico da un'ontologia della sostanza a una filosofia dello Spirito.
- 1303-1310 Eckhart assume la guida della neocostituita provincia sassone dell'ordine la cui sede viene da lui fissata, quale provinciale, presso il convento domenicano di Erfurt. A quest'epoca risalgono fra l'altro due prediche per il capitolo generale dell'ordine a Tolosa e a Piacenza e le lectiones sul Siracide, opere nelle quali è ulteriormente sviluppata la filosofia dello Spirito abbozzata nelle quaestiones.
- 1311-1313 Eckhart segue un secondo magisterium a Parigi. All'epoca soltanto Tommaso d'Aquino poteva vantare un tale curriculum. A quest'epoca risalgono i testi più importanti in latino; in specie le interpretazioni dei libri veterotestamentari del Genesi, Esodo, Sapienza nonché del Vangelo di San Giovanni e più tardi una serie di prediche sempre in lingua latina.
- 1314 Eckhart diventa vicario generale del monastero domenicano di Strasburgo. Datano di questo periodo la maggior parte dei suoi scritti più conosciuti le „Deutschen Predigten“, ossia le prediche in tedesco.
- 1322 Eckhart assume la guida dello Studium generale di Colonia, dove egli stesso si era formato.
- 1325 alcuni confratelli denunciano Eckhart presso l'arcivescovo di Colonia Heinrich II von Virneburg per affermazioni eretiche.

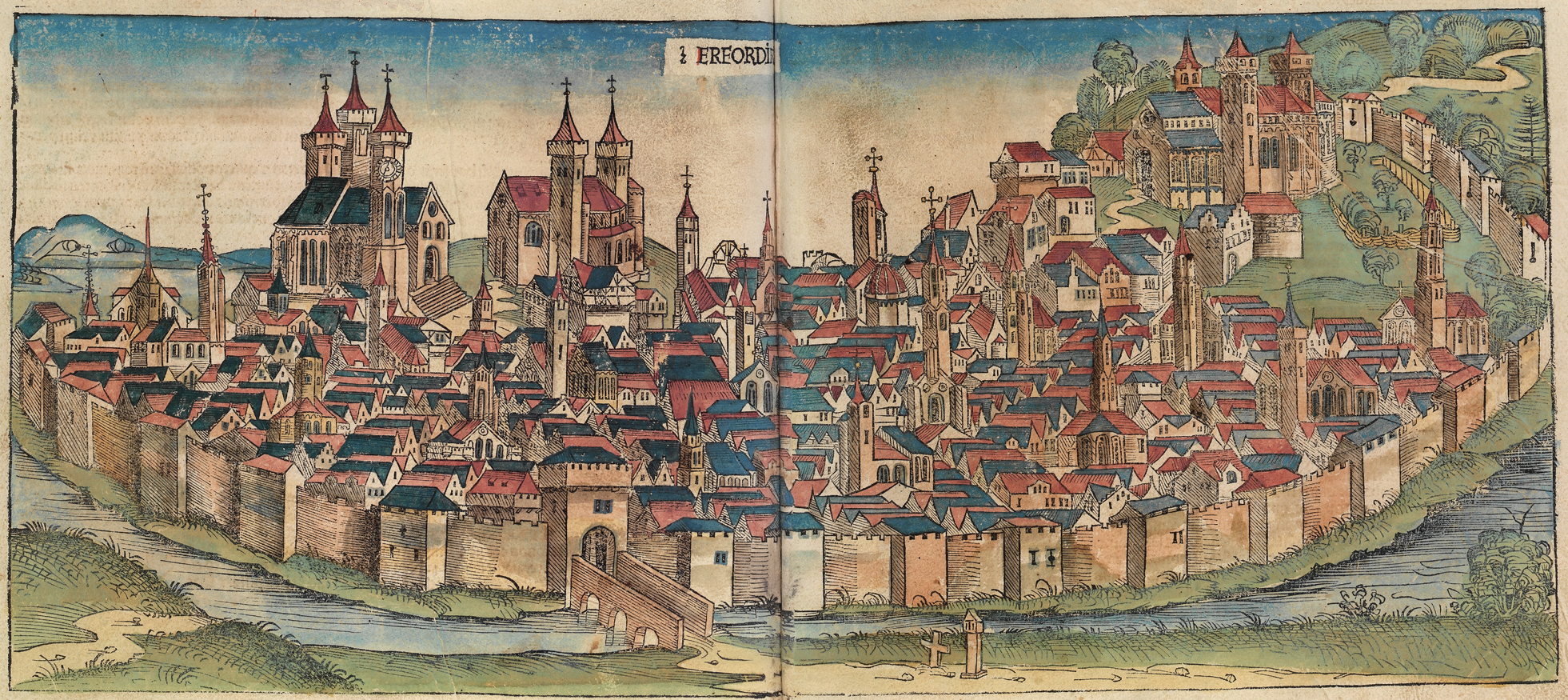
La città di Erfurt.

- 1326 la lista di 49 imputazioni a carico di Eckhart viene ridotta a 28; nel 1327 Eckhart ritrattò le proprie tesi.
- 1328 Eckhart muore. Non si sa se durante un viaggio verso la corte di papa Giovanni XXII ad Avignone o già durante il ritorno verso Colonia.
- 23 marzo 1329 delle 28 tesi incriminate 17 sono ritenute eretiche dalla bolla papale In agro dominico[3]; delle altre 11 è criticata la lettera, in quanto avrebbe dato adito a fraintendimenti.
- Tra le opere più significative ricordiamo, in particolare, i Sermoni (Predigten).

## La dottrina
La dottrina teologica di Eckhart si rifà alla speculazione apofatica.

### Il concetto di Dio
Dio sopra-è ed è nulla poiché essendo totale è indefinibile.
Proprio per questo Eckhart nella nota predica "Beati pauperes in Spiritu" invoglia i fedeli a "pregare Dio" affinché li liberi da "dio" (il primo maiuscolo, il secondo minuscolo), dove il primo è il "Dio Eckhartiano" (per così dire), totale ed indefinibile, puro ed assoluto, e il secondo un mero essere superiore, un "sovra-essere", un essere dalle funzioni totemiche, potremmo dire, sopravvissuto nell'immaginario collettivo, ispirato dalla religiosità naturale. In definitiva, mentre il secondo è l'idea a cui l'uomo ricorre per "chiedere", per cercare la consolazione quotidiana, quasi una "superstizione", il primo è, appunto, "Colui che è", tanto indefinibile e totale che in Lui, con Lui e per Lui non vi è altro che Esso. 
Riguardo alla coincidenza di pensiero ed essere, dibattuta nell'ambito dell'Ordine domenicano, nella prima quaestio delle Quaestiones parisienses, Eckhart risponde che pensiero ed essere sono la stessa cosa, ma Dio va identificato con l'Uno, nome che si dà a ciò che è ben al di là dell'ente e dell'essere stesso, e Dio è in primo luogo pensiero, da cui l'essere scaturisce. 
Nel Prologo all'Opus tripartitum afferma che Dio è l'essere e l'essere è Dio, la creazione attraverso la moltiplicazione è un progressivo allontanamento dall'unità e perfezione originaria, in cui ogni ente è e vive solo in quanto partecipe in qualche modo e forma della natura divina.

### La nascita di Dio nel profondo dell'anima
Un tema importante delle prediche tedesche di Eckhart è l'insegnamento sulla nascita di Dio nel profondo dell'anima. Il rapporto tra Dio e Anima esiste, si constata non solo la somiglianza, ma piuttosto l'identità, per questo infatti l'essenza dell'anima viene colta a colpo d'occhio.
La scoperta del fondo dell'anima è la realtà vera dell’essere umano, che è spirito, così come Dio è spirito: C’è una luce nell’anima, dove mai è penetrato il tempo e lo spazio. Tutto ciò che il tempo e lo spazio hanno mai toccato, mai è giunto a questa luce. E in questa luce l’uomo deve permanere.
Per rendere chiaro il concetto di questa relazione tra l'anima e Dio, nella predica 82 Eckhart usa la metafora del fuoco: quando il fuoco è generato all'interno del legno gli trasmette la propria natura e la propria essenza, e il legno, da sé, diviene sempre e sempre più simile al fuoco.
La nascita di Dio non si comprende nel pensiero come un allontanamento misterioso, piuttosto si basa sulla visione che l'intelletto sopra razionale realizza nella propria natura una volta che scopre che la propria realtà e quella divina sono il medesimo nell'In-Principio.
Dagli insegnamenti aristotelici sull'anima, come sono recepiti in Tommaso d'Aquino, l'anima è legata al corpo e ai sensi; gli uomini possono quindi essere riproduzioni imperfette di Dio, poiché non vi è una identità tra Dio e la ragione.
Nella tradizione scolastica da Anselmo di Canterbury a Tommaso d'Aquino solo una forza fuori dal comune, donata dal Dio caritatevole, è capace di porre riparo alla imperfezione umana ed essa è la Grazia divina.
Eckhart affermando che Dio si riproduce completamente nell'intelletto, poiché Dio genera il proprio Figlio negli uomini in un atto creativo continuo e ininterrotto, invoglia l'uomo al cammino interiore affinché affinando il corpo e l'anima riesca successivamente a distaccarsene.
Il risultato della nascita di Dio nell'anima è la "pace".
Con questo termine Eckhart intende un radicale distacco ed una perenne contemplazione.
Un uomo del genere non è più un'individualità ma è quel che deve essere nel sovra-essere.
L'uomo pacificato è il Figlio di Dio, il Cristo, seguendo gli insegnamenti di san Giovanni e san Paolo.
La generazione del divino nell'anima avviene nel silenzio e nel distacco, uno stato in cui l'anima non conosce l’operare o il sapere, non sa niente di immagine alcuna, né di se stessa né di qualsivoglia creatura.
L'uomo che vuole penetrare nell'intimità divina e raggiungere la pace non deve restare passivo, piuttosto deve essere attivo e guadagnarsi tale realizzazione co-operando con la grazia divina.
Allora come Dio, sarà pura attività nella propria intimità, che altro non è che l'intimità di Dio. Egli è Dio per natura, ogni uomo può essere Dio per grazia.

## La mistica
Le prediche di Eckhart sono rivolte alla cura delle anime, principalmente dei frati e delle suore del proprio ordine. Si possono leggere come guide pratiche per raggiungere Dio nel profondo del cuore. Questi alcuni passaggi importanti:
- Abbandonare ogni pensiero, ogni idea, ogni conoscenza - «Vuoi conoscere Dio nel modo divino, così che la tua conoscenza diventerà pura ignoranza e oblio di te stesso e di tutte le creature?» e «Non è portando al sicuro i sensi che si può realizzare ciò».
- La perfetta assenza di una meta e la rinuncia di ogni volontà - «dunque vi dico in assoluta verità: finché avrete dei desideri, Dio li soddisferà, avrete desiderio di eternità e di Dio fino a che non sarete perfettamente poveri. Poiché è più povero solo chi non vuole nulla e non desidera nulla.»
- La ragione e l'intelligenza non sono strumenti per arrivare all'esperienza divina - « potrebbe Dio aver necessità di una luce per vedere che è sé stesso? Oltre la ragione, che cerca, c'è un'altra ragione, che non cerca oltre »
- La rinuncia del pensiero dualista - « l'occhio, nel quale io vedo Dio, è lo stesso occhio, da cui Dio mi vede; il mio occhio e l'occhio di Dio, sono un solo occhio e una sola conoscenza »
- Allontanare il tempo dalla vita quotidiana - « alla maniera di ciò che non ho generato, non potrò mai morire, quello in cui sono vicino a ciò che genero, quello per me è mortale; per questo è necessario che si guasti col tempo »
- Approfondimento dell'attenzione - « ciò per gli uomini saggi è una questione di conoscenza mentre per i semplici è una questione di fede »

La conseguenza dell'abbandono della conoscenza, volontà, tempo, l'io, ecc. è una profonda calma: « chi ha realizzato Dio sente il gusto di tutte le cose in Dio »
Meister Eckhart mette l'accento, inoltre, sul fatto che l'apprendimento di questa condizione dello spirito può essere raggiunta solamente dopo lunghi anni di esercizio e la paragona all'apprendimento della lettura e della scrittura. Sebbene a quei tempi (come ai nostri) la preghiera contemplativa fosse fortemente diffusa nella popolazione, la radicalità delle sue affermazioni lo portarono al conflitto con la Curia romana. Ai tempi moderni le sue indicazioni potrebbero essere ancora difficili da seguire, visto che l'attitudine verso "il tempo" e la razionalità dominano fortemente le condizioni di vita.
Nella teologia negativa di Eckhart, Dio è «al di là di ogni conoscenza» (Quinta Predica, 42). Eckhart contesta quindi che l'Uno abbia le qualità mondane come "bontà" o "saggezza". Addirittura l’”essere” stesso è qualcosa che non si applica a Dio: «Io dico anche: Dio è un Essere? - non è vero; è (molto più) un essere che trascende l'essere e una nullità che trascende l'essere »
Se Aristotele poneva il pensiero divino di sé al di sopra dell'essere, ignorando una realtà ancora più alta, Eckhart pone in risalto il pensiero della tarda grecità (Plotino e Proclo) per l'intuizione di un principio oltre il pensiero, che si può raggiungere in un'unità mistica attraverso la filosofia. La ricerca dell'Uno è cosa diversa e più alta della ricerca della verità o del bene, che sono ancora ricerca dell'Essere.
L'amore del bene personale e il legame con l'ego furono il peccato originale di Adamo e ciò che impedisce di conoscere ed essere sé stessi. Giungendo a conclusioni simili a quelle di Plotino, Eckhart predica il distacco da tutto e la rinuncia a sé stessi: abbandonare ciò che è relativo, temporale, accidentale, superfluo, muovendo verso l’“uomo interiore” di Platone, che vive nella dimensione dell’Uno, dell’eterno, dello spirito. Il distacco porta alla luce sé stessi ed è opera 
dell’intelligenza che comprende la finitezza e la non assolutezza di ciò che essa contiene.
Il pensiero e l'essere divino è la causa degli enti; in quanto è universale e indeterminato, «non è un ente e tende al non-ente». Crea ed è il fine degli enti, per cui è prima e più importante dell'essere per la metafisica, bene e male sono qualità degli enti, mentre vero e falso sono nell'anima che contiene immagini di questi, nate con la mediazione dei sensi, la memoria, la volontà o il giudizio. Poiché non è un ente, e diversamente da questi, l'anima non è determinata a conoscere sé stessa, può puntare al pensiero divino, ma nasce orientata verso gli enti, che le impediscono di pensare ed essere nel pensiero divino, e poi di giungere ad unità con l'Uno, oltre il pensiero.
Secondo Eckhart, Dio è sine modo, impredicabile come l'Uno di Plotino. L'Io si tiene lontano da questa identità finché utilizza la mediazione della memoria, del giudizio, della volontà e dei cinque sensi, e finché forma il suo contenuto con immagini di enti determinati, che sono finiti e periscono nel tempo. La finitezza nella qualità e nella quantità, nell'occupare uno spazio e un tempo, e il manifestarsi con la mediazione di qualche attributo della coscienza, sono modi dell'ente e non propri del manifestarsi divino, che è immediato, posto non in relazione alle sue qualità appare come l'anima che lo ospita, e con l'infinità di tutti i suoi attributi. Nel profondo dell'anima si trova una luce divina (Gottheit), più intima a noi di noi stessi, che è il vero Dio, eterno presente, al di là dello spazio e del tempo e che non necessita di alcuna mediazione per essere raggiunta, neppure da parte della Chiesa.
Con questi motivi metafisici, è spiegata la mistica del ritorno all'Uno. Nel momento del ritorno all'Uno, si realizza una teologia negativa che riguarda anche la vita spirituale, le leggi e riti della religione: la perfezione morale e l'imitatio Cristi sono per «l'essere ciò che Dio è», come Lui, non in unità con Esso. La persona rinuncia a tutto ciò che è opera dell'individualità: non sente desiderio o timore; rinuncia ad avere, agire, conoscere; rinuncia all'esercizio della memoria, dei sensi, del giudizio etico o estetico. Il percorso esclude i viaggi, l'impegno politico, l'arte, le scienze e le opere.
Interpreti differenti rilevano che da una tale teologia negativa vi sono conseguenze positive nel discorso religioso.

## Le conseguenze etiche
Gli insegnamenti Eckhartiani non sono di tipo sociale ma di ascesi spirituale. Ad ogni modo, come dimostrato in varie prediche, Eckhart pone l'accento sulla simultaneità degli attributi divini.
Chi punta alla pace vera, alla pace profonda, non può non assommare in sé le virtù come il Cristo stesso ha testimoniato.

## Influenze nella storia del pensiero
La grande filosofia tedesca dell'Ottocento, l'idealismo, riconosce in Meister Eckhart e nella mistica medievale le proprie radici. Fichte, Schelling, Hegel si considerano eredi di quella spiritualità, Hegel arriva a dire che quello che un tempo si chiamava "mistico" è esattamente ciò che lui chiama "speculazione".
Hegel considera (nella sua Storia della Filosofia) Meister Eckhart come l'iniziatore della filosofia tedesca.

### Schopenhauer
D'altra parte anche l'avversario dell'idealismo accademico, Schopenhauer, riteneva di portare in sostanza il messaggio della mistica medievale.
(Schopenhauer, Il mondo come volontà e rappresentazione)

### Meister Eckhart visto da Rosenberg
Il filosofo e gerarca nazionalsocialista Alfred Rosenberg saluta in Eckhart il precursore di una nuova religione razziale e nordica a cui la Germania nazista deve rifarsi. Meister Eckhart è un modello di "mistico aristocratico", è colui che si è rivolto all'"anima nobile" e ha proclamato: "Quel che vi è di più nobile nell'uomo è il sangue"; è colui che ha concepito l'io come un principio causa di se stesso, nato dall'eternità, fortezza inespugnabile, tale che, qualora non esistesse, nemmeno Dio potrebbe esistere; è infine colui che ha proclamato: "L'uomo deve essere libero e signore di tutte le sue opere, di là da ogni offesa e d'ogni costrizione" insegnando un'austera via di conquista dei cieli, sgombra di magia, di dogmatismo, di obbedienza alla lettera e anche di devoti sentimentalismi e di abbandoni umanitari.

### Meister Eckhart visto da Fromm
Erich Fromm dedica un capitolo della sua "Ars Amandi" alle varie forme di amore. In quello dell'amore per Dio, porta Eckhart come il maggior esempio del misticismo nelle filosofie occidentali. E scrive:«Nel predominante sistema religioso occidentale, l'amore per Dio è essenzialmente lo stesso che la fede nell'esistenza, nella giustizia e nell'amore di Dio. L'amore per Dio è essenzialmente un'esperienza di pensiero. Nelle religioni orientali e nel misticismo, l'amore per Dio è un'intensa sensazione di unità, inseparabilità, legata con l'espressione di questo amore in ogni atto della vita. La formula più radicale è stata data a questo fine da Meister Eckhart:
Fromm è uno dei primi pensatori moderni a notare lo spessore filosofico di Eckhart e compie anche una psicanalisi di questa letteratura. Eckhart parla di rapporto Io-Dio, un'espressione sintetica, e in termini in cui Fromm, di scuola freudiana, vede la proiezione di un amore sia materno che paterno, tipica di una religiosità matura, che non è più solo matriarcale o patriarcale.

### Altre influenze
L'oratore e scrittore Eckhart Tolle ha assunto il proprio pseudonimo in omaggio a Meister Eckhart.

### Opere in italiano
- Sermoni tedeschi, Milano, 1985
- I sermoni latini, Roma, 1989, ISBN 88-311-1001-2
- Commento alla Genesi, Genova, 1989, ISBN 88-211-8455-2
- Commento all'Ecclesiastico, Firenze, 1990
- Commento alla Sapienza, Firenze, 1994
- Commento al Vangelo di Giovanni, Roma, 1994, nuova edizione Milano 2017
- Dell'uomo nobile. Trattati, Milano, 1999
- I Sermoni, Milano, 2002
- Commento all'Esodo, Roma, 2004
- Commenti all'Antico Testamento, testo latino a fronte, Milano 2012
- Le 64 prediche sul tempo liturgico, testo tedesco a fronte, Milano 2014